# Barfrost
Barfrost betegner en kombination af hård frost og ringe eller intet snedække. Det betyder, at planterne udsættes for frost uden at være beskyttet af et tilstrækkeligt tykt og beskyttende snelag.
Særlig stedsegrønne planter såsom taks og laurbær-kirsebær lider under barfrost; men også mange rosensorter og stauder kan få problemer. Selv arter som lever op til trægrænsen som f.eks. Rød-Gran og Almindelig Ene kan blive svedne. Lolland-Falster og Bornholm er ikke så udsatte for barfrost, da Østersøen som regel afgiver nogen fugtighed, der falder som et beskyttende snelag.